# Maasin, Iloilo

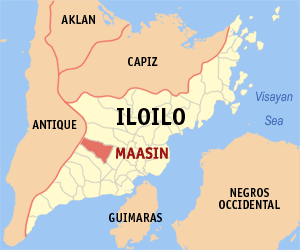
Bản đồ Iloilo với vị trí của Maasin

Maasin là một đô thị hạng 4 ở tỉnh Iloilo, Philippines. Theo điều tra dân số năm 2000 của Philipin, đô thị này có dân số 30.828 người trong 5.395 hộ.

## Các đơn vị hành chính
Maasin được chia ra 50 barangay.
| - Abay - Abilay - Agrocel Pob. - Amerang - Bagacay East - Bagacay West - Bug-ot - Bolo - Bulay - Buntalan - Burak - Cabangcalan - Cabatac - Caigon - Cananghan - Canawili - Dagami | - Daja - Dalusan - DELCAR Pob. (Delgado-Cartagena) - Inabasan - Layog - Liñagan Calsada - Liñagan Tacas - Linab - MABRIZ Pob. (Mabini-Rizal) - Magsaysay - Mandog - Miapa - Nagba - Nasaka - Naslo-Bucao - Nasuli - Panalian | - Piandaan East - Piandaan West - Pispis - Punong - Sinubsuban - Siwalo - Santa Rita - Subog - THTP Pob. - Tigbauan - Trangka - Tubang - Tulahong - Tuy-an East - Tuy-an West - Ubian |